# Edwin Ávila
Edwin Alcibiades Ávila Vanegas (ur. 21 listopada 1989 w Cali) – kolumbijski kolarz torowy i szosowy, zawodnik grupy UCI Professional Continental Teams Israel Cycling Academy, dwukrotny torowy mistrz świata.
Specjalizuje się w wyścigu punktowym. W tej konkurencji zdobył złoty medal na mistrzostwach świata w Apeldoorn w 2011 roku. Zdobył także brązowy medal mistrzostw świata juniorów w madisonie w 2007 roku.

## Najważniejsze osiągnięcia

### tor
- 2011
  -  1. miejsce w mistrzostwach świata (wyścig punktowy)

### szosa
- 2012
  - 1. miejsce w Tour of Trinidad and Tobago
- 2019
  - 1. miejsce w GP Beiras e Serra da Estrela